# Ishiguro Tadanori

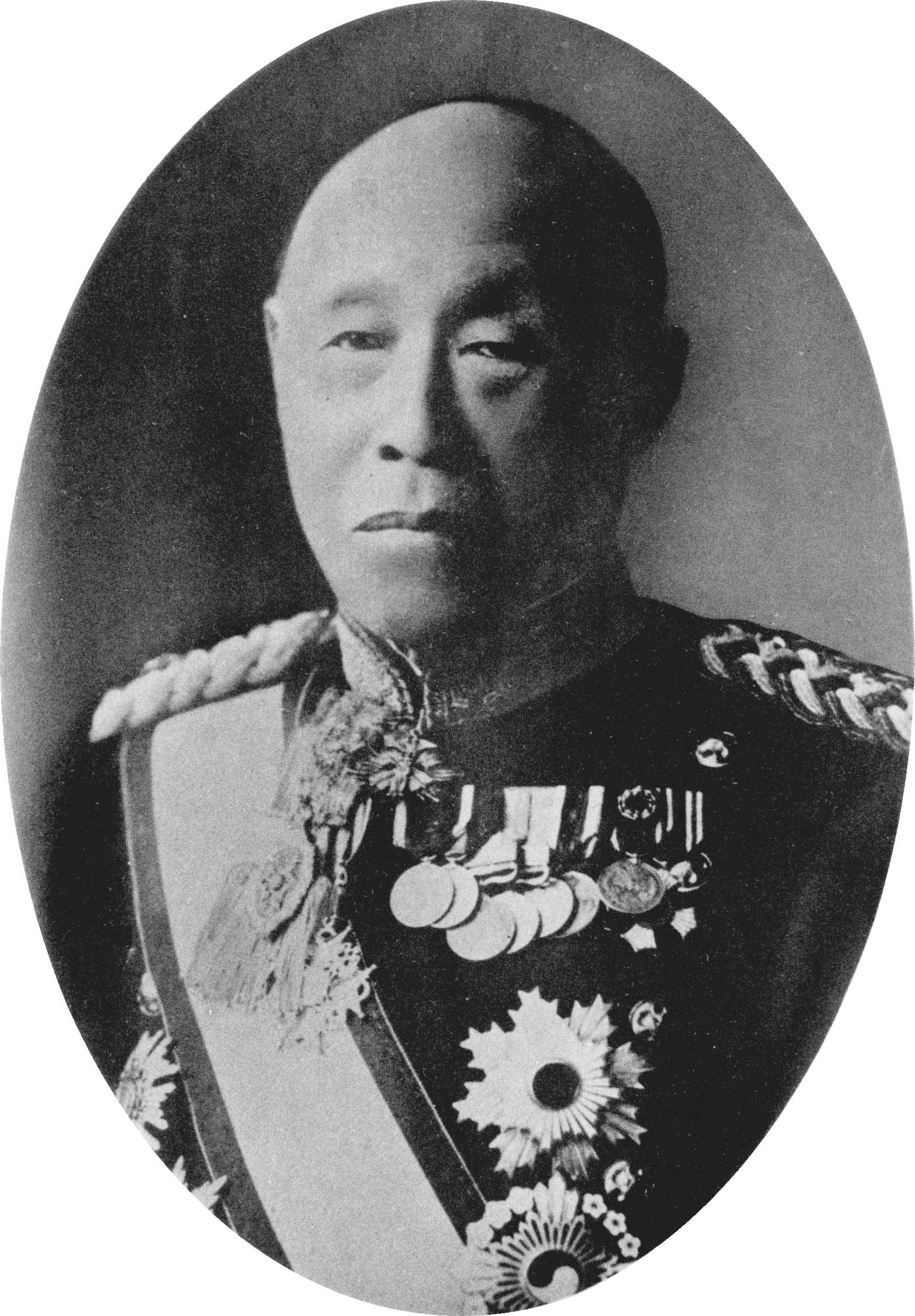
Ishiguro Tadanori

Ishiguro Tadanori (japanisch 石黒 忠悳; geboren 18. März 1845 in Yanagawa (Provinz Mutsu); gestorben 26. April 1941) war ein japanischer Armee-Arzt und Viscount.

## Leben und Wirken

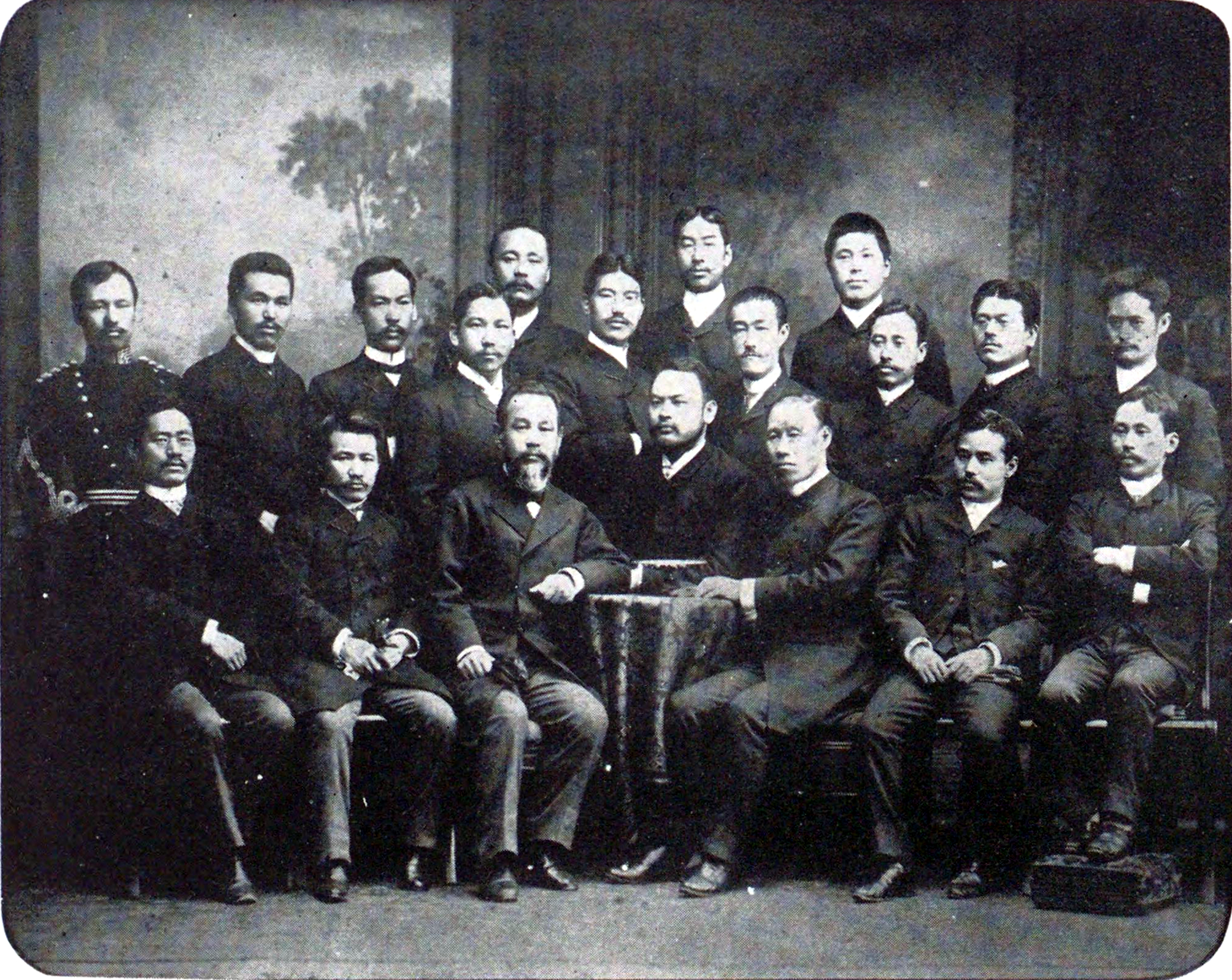
Ishiguro unter den Japanern in Berlin 1888.

Ishiguro Tadanori wurde als Sohn der Familie Hirano (平野家) geboren und im Alter von 16 Jahren von der Familie Ishiguro adoptiert. 1865 ging er nach Edo, trat in die Medizinschule (医学所, Igakusho) des Shogunats ein und studierte westliche Medizin. Nach der Meiji-Restauration 1868 arbeitete er an der „Daigaku Higashi School“ (大学東校), einer Vorläufereinrichtung der Universität Tokio, und wurde 1870 Assistenzprofessor. Im folgenden Jahr, 1871, wurde das Militärarztwohnheim (軍医寮) des Kriegsministeriums seine Unterkunft, 1874 war er als „Army Surgeon First Class“ (陸軍一等軍医正, Rikugun ittō gun’i-shō) während der Satsuma-Rebellion tätig. Im September 1887 nahm er als Regierungsmitglied an der 4. „Internationalen Konferenz des Roten Kreuzes“ in Karlsruhe teil und traf dort Kitasato Shibasaburō, Mori Ōgai und den Mediziner Ozawa Shuichi( 尾澤 主一; 1858–1889). 1888 wurde er Rektor der „Military Medical School“ (軍医学校, Gun-Igakkō), 1890 wurde er „Chief Army Surgeon General“ (陸軍軍医総監Rikugun Gun’i, sōkan) und zum Direktor des „Medical Affairs Bureau des Armeeministeriums“ (陸軍省医務局, Rikugun-shō imukyoku) ernannt.
Während des Japanisch-Chinesischen Krieges (1894–1895) diente Ishiguro als Leiter der Feldhygiene und während des Russisch-Japanischen Kriegs (1904–1905) als offizieller Verbindungsoffizier des kaiserlichen Hauptquartiers und der Quarantäneabteilung der Armee und leistete Hilfe für kranke und verwundete Soldaten und die Gewährleistung der Kriegshygiene. In der frühen Meiji-Ära bemühte er sich, die westliche Medizin auf verschiedene Bereiche zu übertragen, und nachdem er Armeearzt geworden war, trug er wesentlich zur Gründung der medizinischen Abteilung der japanischen Armee bei.
Nach seiner Pensionierung war Ishiguro Vorsitzender der „Central Health Association“ (中央衛生会, Chūō eisei-kai), Präsident des Japanischen Roten Kreuzes, Mitglied des Oberhauses des Parlaments und Berater des Sūmitsu-in. Er schrieb Essays und Bücher.
Ishiguro Tadanori war der Vater des Landwirtschaftsexperten Ishiguro Tadaatsu (1884–1960).